# Eburodacrys monticola
Eburodacrys monticola är en skalbaggsart som beskrevs av Monné och Martins 1973. Eburodacrys monticola ingår i släktet Eburodacrys och familjen långhorningar. Inga underarter finns listade i Catalogue of Life.